# Partido di Coronel Suárez
Il partido di Coronel Suárez è un dipartimento (partido) dell'Argentina facente parte della Provincia di Buenos Aires. Il capoluogo è Coronel Suárez.